# Спомен биста Махатме Гандија
Спомен биста Махатма Гандију у Београду (1869-1948), налази се у новобеоградском Блоку 70 на Савском кеју, на крају Гандијеве улице. Свечано је откривена 17. септембра .2007. године.

## Откривање бисте
Биста је поклон Индијског савета за културну сарадњу из Њу Делхија, а открили су је Радмила Хрустановић, заменица градоначелника Београда и Ананд Шарма, министар спољних послова Индије. Свечаности су присуствовали представници дипломатског кора у Београду, представници министарстава Србије и многи грађани. Посебан гост био је Шри Шри Рави Шанкар, оснивач хуманитарне организације "Уметност живљења".

## Махатма Ганди
Мохандас Карамчад Ганди, познат као Махатма Ганди је био главни политички и духовни вођа Индије и Индијског покрета за независност. Био је пионир пружања отпора тиранији путем масовне грађанске непослушности, чврсто утемељене у тоталном ненасиљу, која је представљала једну од најснажнијих покретачких филозофија. Књижевник, драматург и филозоф Рабиндранат Тагор (1861-1941)је Гандија прво назвао само махатма, што на санскриту значи "велика душа". Гандију је у Индији званично додељен почасни назив отац нације, док се његов рођендан 2. октобра обележава као национални празник.

## Међународни дан ненасиља
Генерална Скупштина Уједињених нација је 15. јуна 2007. године одлучила да 2. октобар, дан Гандијевог рођења 1869, прогласи за Међународни дан ненасиља. Идеја је била да због свеопштег значаја ненасиља, буду подржани “култура мира, толеранције, разумевања и ненасиља”.
15. октобра 2016. године представници Амбасаде Индије у Београду положили су венце на бисту Махатме Гандија (2.10.1869.-30.1.1948.) на Новом Београду, обележавајући 145. годишњицу рођења тог аутора филозофије ненасилног отпора и мирног решавања друштвених сукоба.
Тара Ганди Батачарџи, унука индијског лидера у борби за ослобођење Индије од британског колонијализма, обишла је у априлу 2019. године споменик свом деди на Новом Београду.
У току викенда, између 16 и 17 фебруара. 2013. године, порушена је биста Махатме Гандија са постоља, на Савском кеју. После санације постоља, биста је поново постављена.